# Qormi

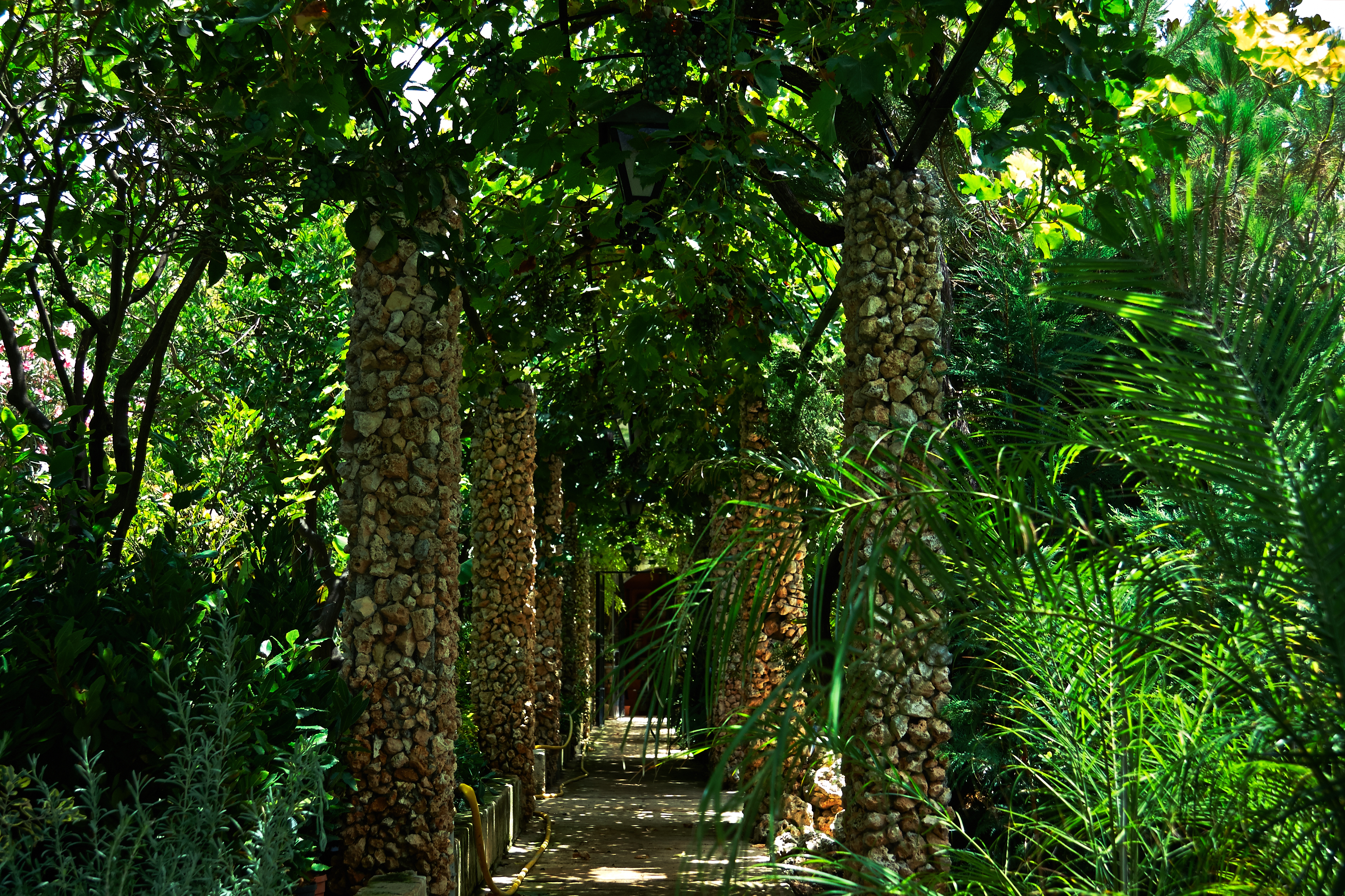
Derek Garden Centre

Qormi, także Ħal Qormi oraz Citta Pinto – jedna z jednostek administracyjnych na Malcie. Zamieszkana przez 16 779 osób. W Qormi jest organizowany festiwal wina Qormi Wine Festival.

## Turystyka
- Kościół parafialny św. Jerzego (Parish Church of St George) z 1585 roku
- Kościół Zwycięstwa (Victory Church) z XVII wieku
- Kościół św. Sebastiana (Church of St Sebastian) z 1940 roku
- Kaplica św. Piotra (St Peter's Chapel) z XVII wieku
- Kaplica św. Franciszka i Pawła (Chapel of St Francis de Paul)
- Kaplica Zwiastowania (Chapel of the Annunciation)
- Kaplica Santa Marija tal-Qrejqca (Chapel of Santa Marija tal-Qrejqca)
- Kaplica św. Katarzyny (Chapel of St Catherine)
- Loggia Pinto, loggia z 1772 roku
- Palazzo Stagno

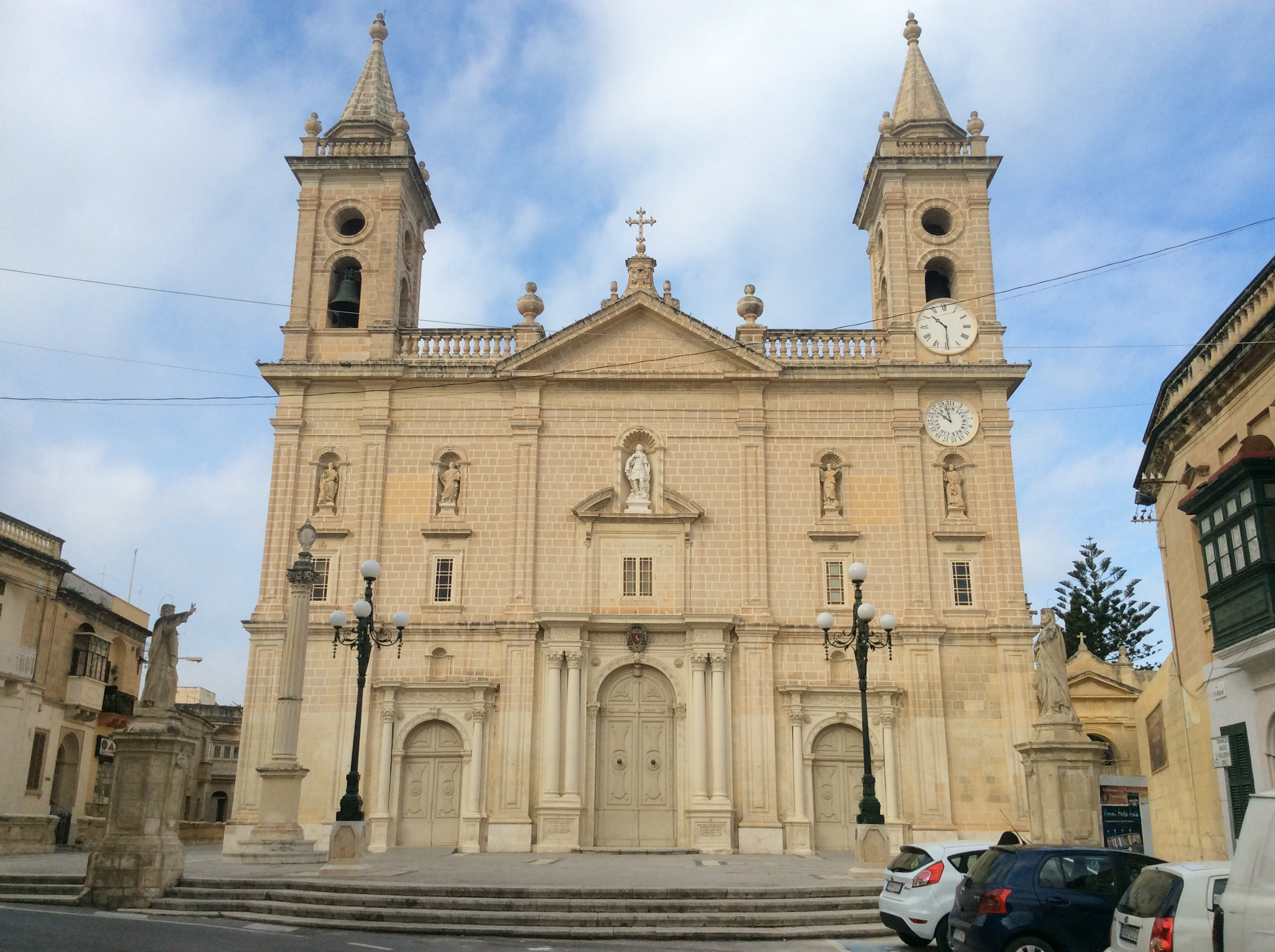
Kościół parafialny św. Jerzego
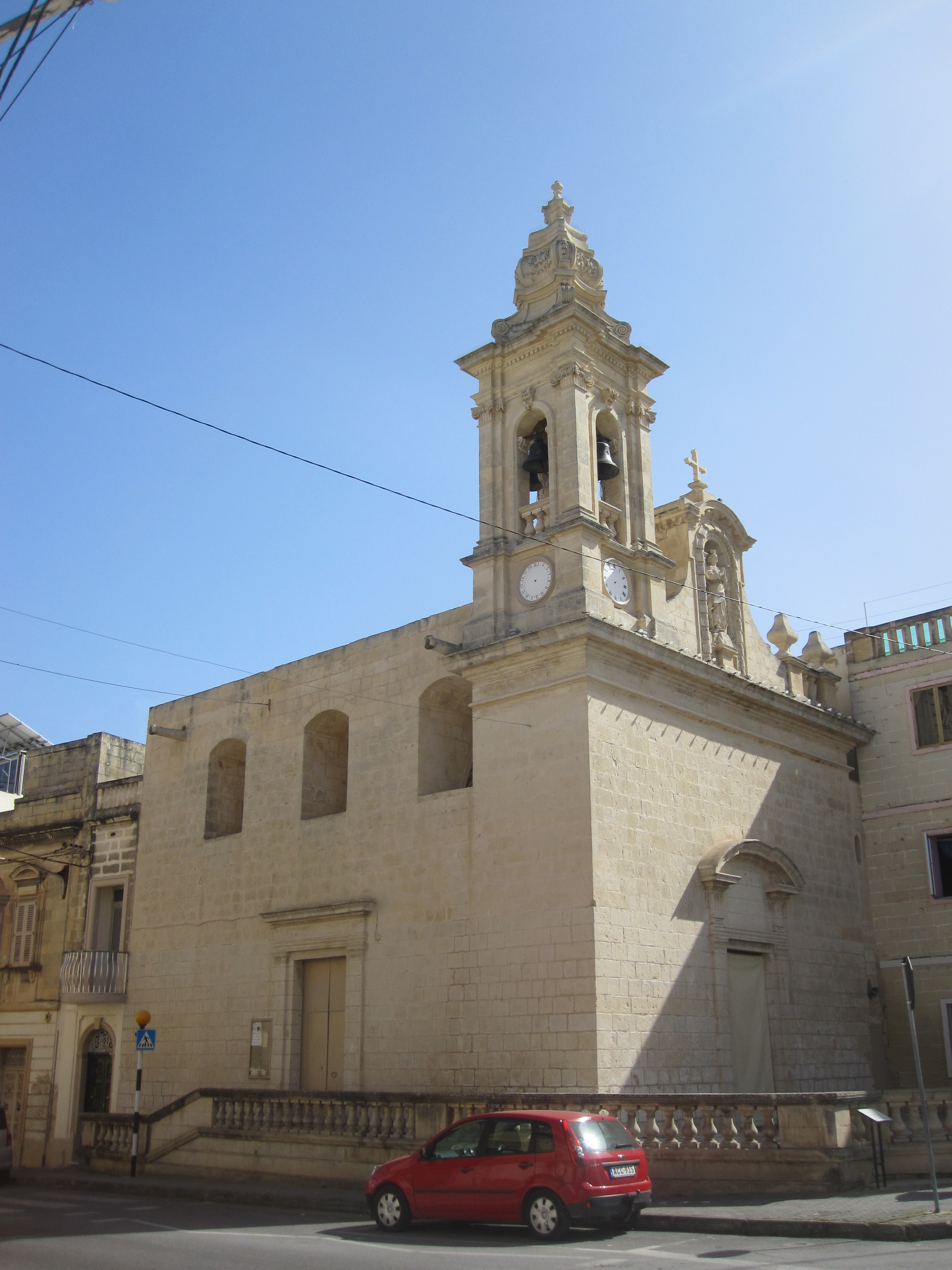
Kościół Zwycięstwa
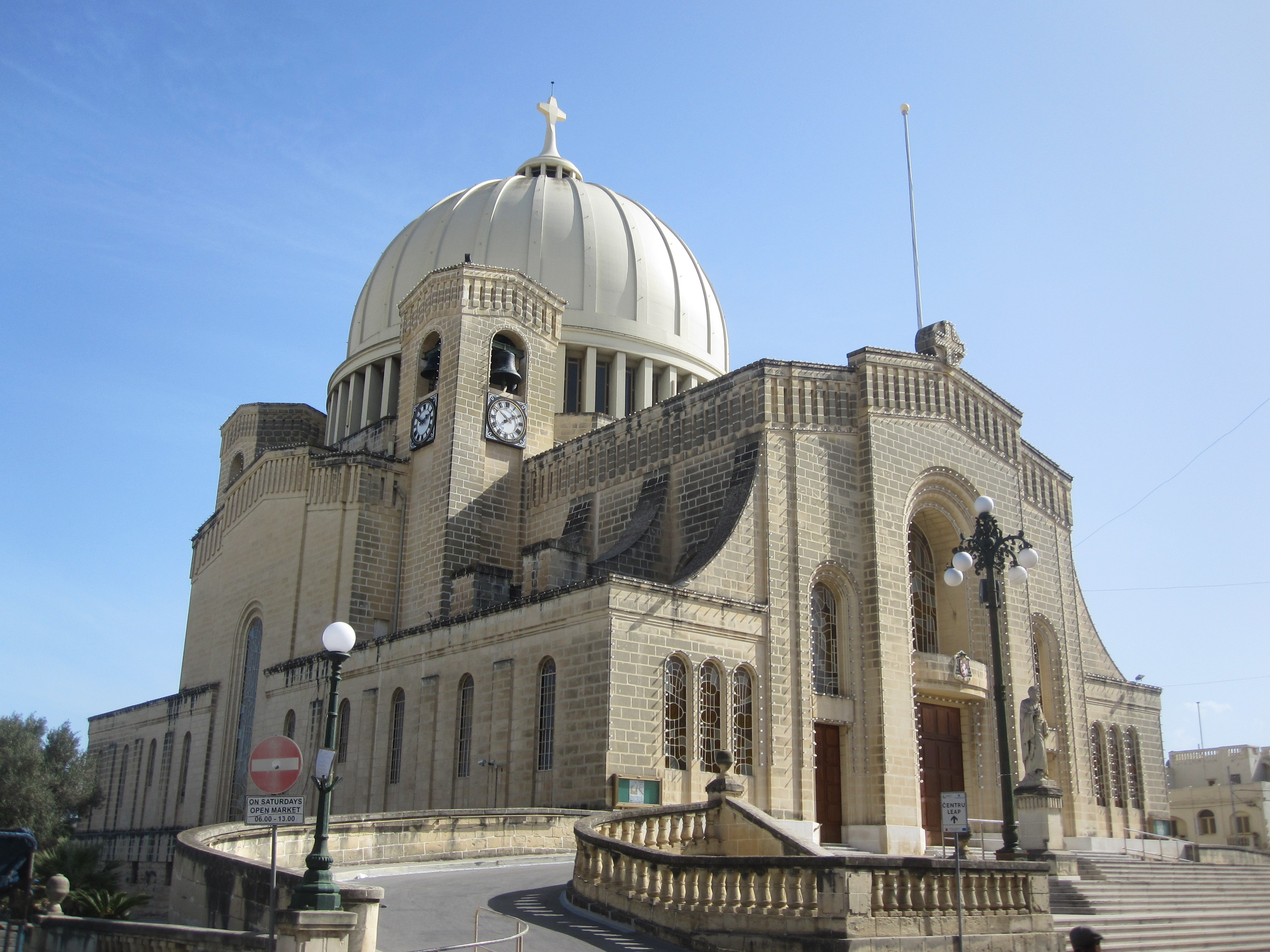
Kościół św. Sebastiana
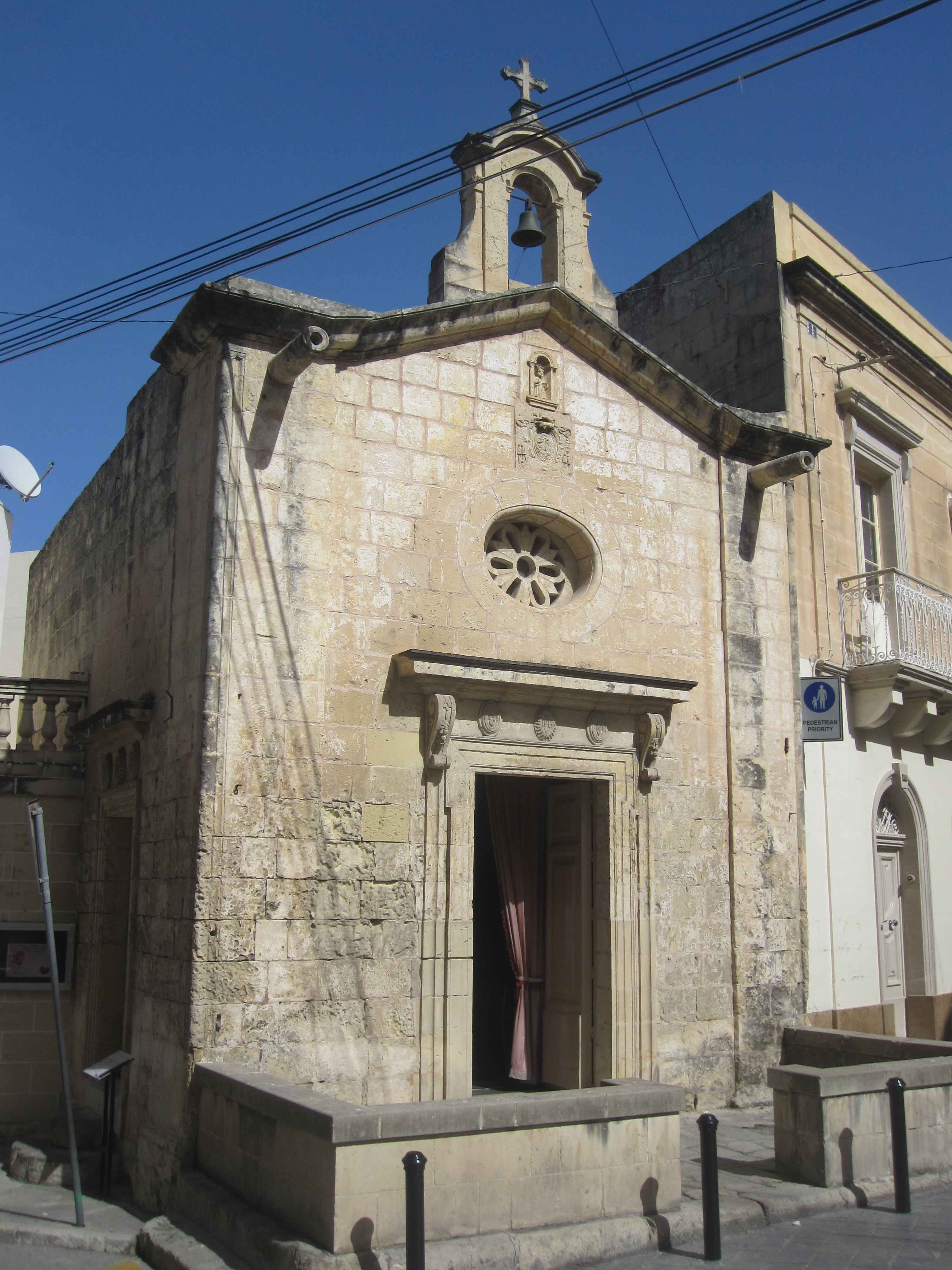
Kaplica św. Piotra
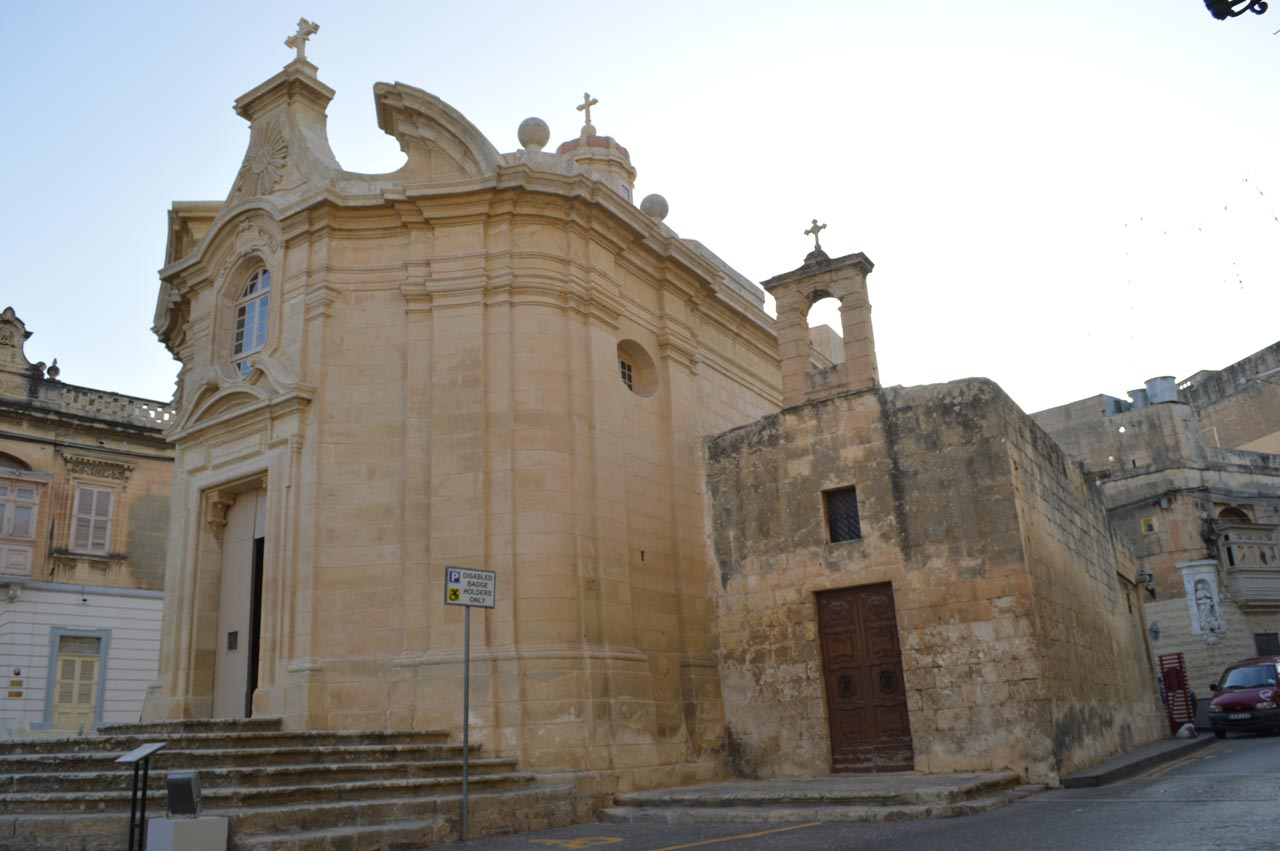
Kaplica św. Franciszka i Pawła
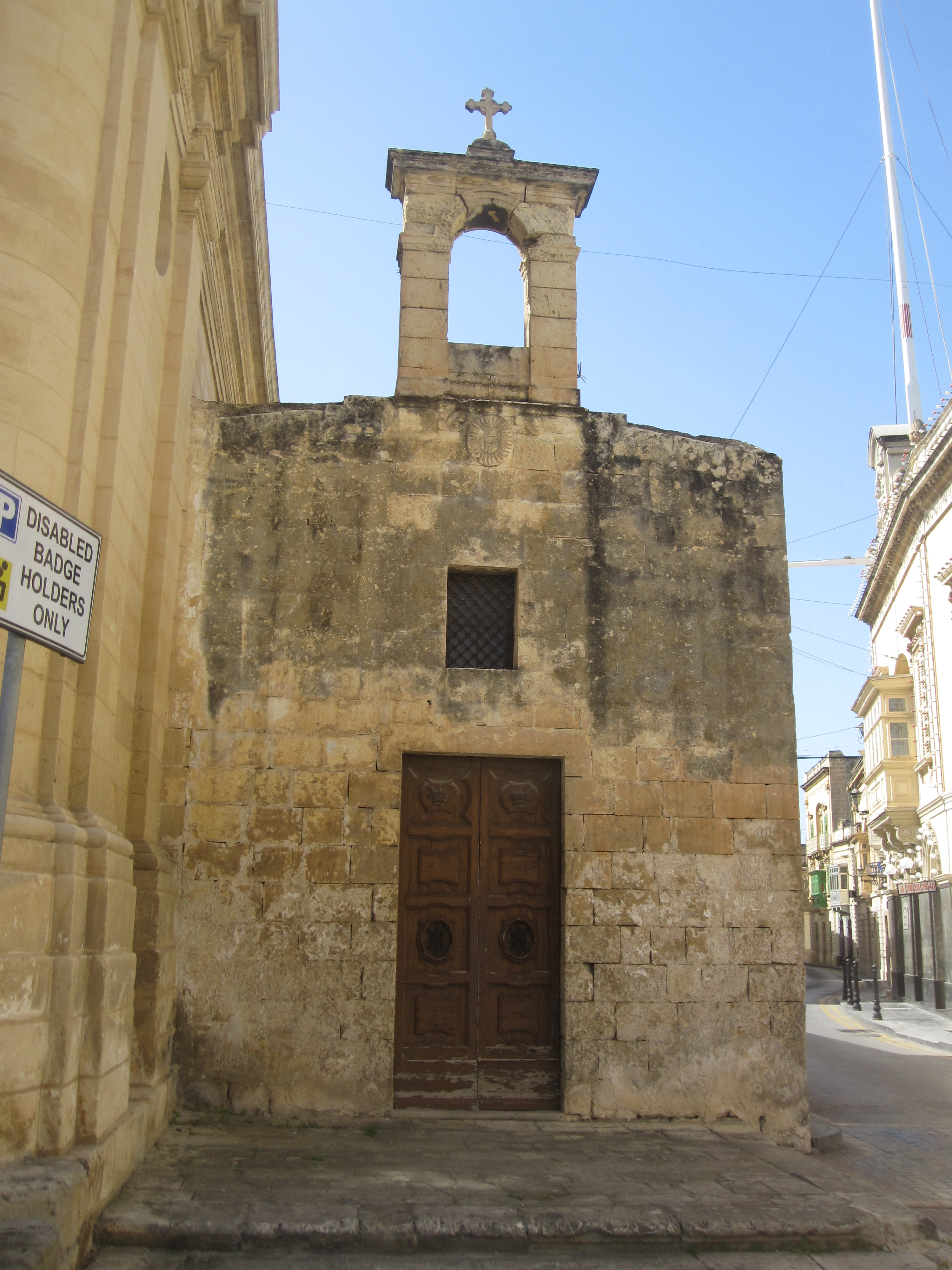
Kaplica Zwiastowania
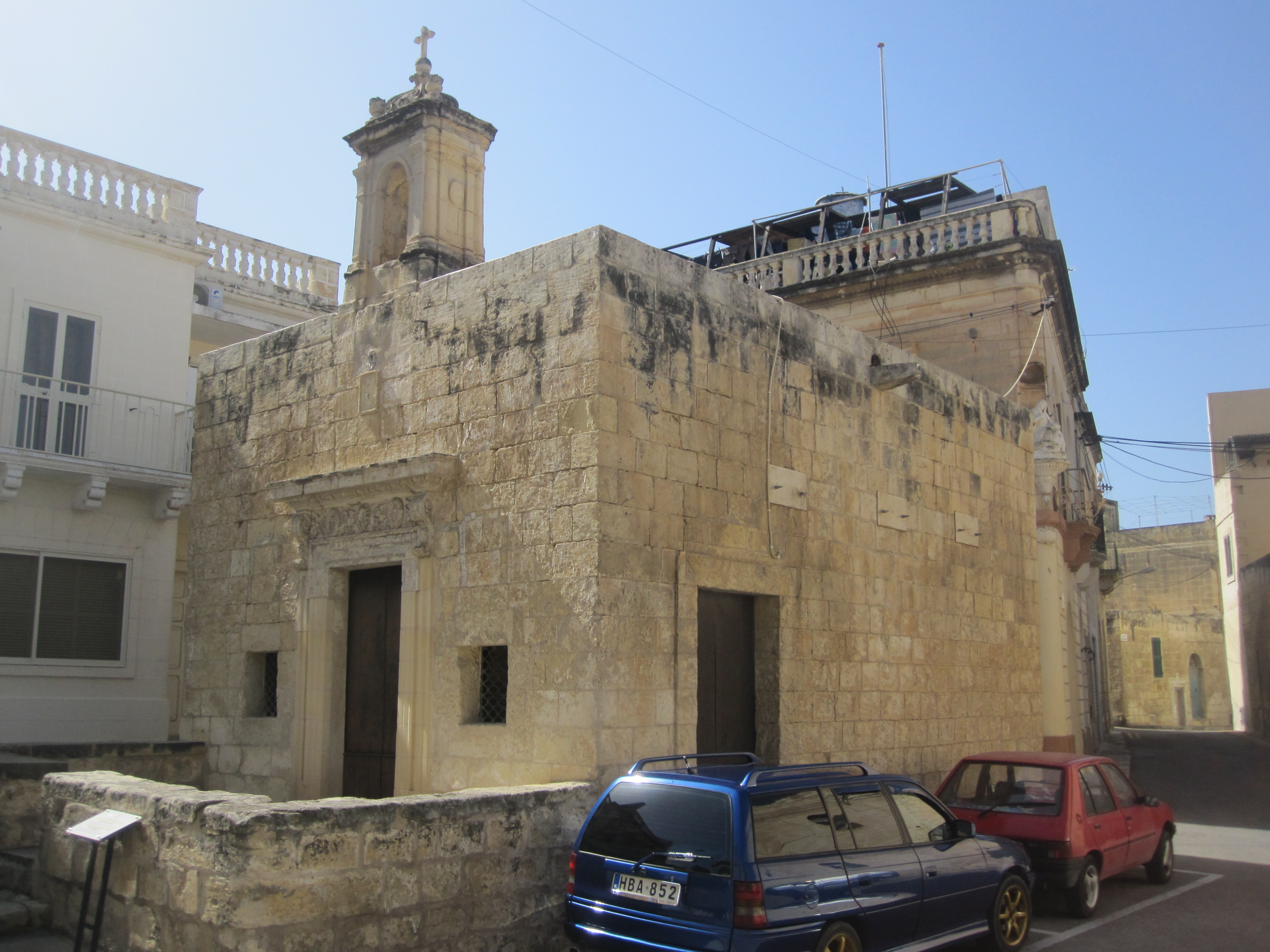
Kaplica Santa Marija tal-Qrejqca
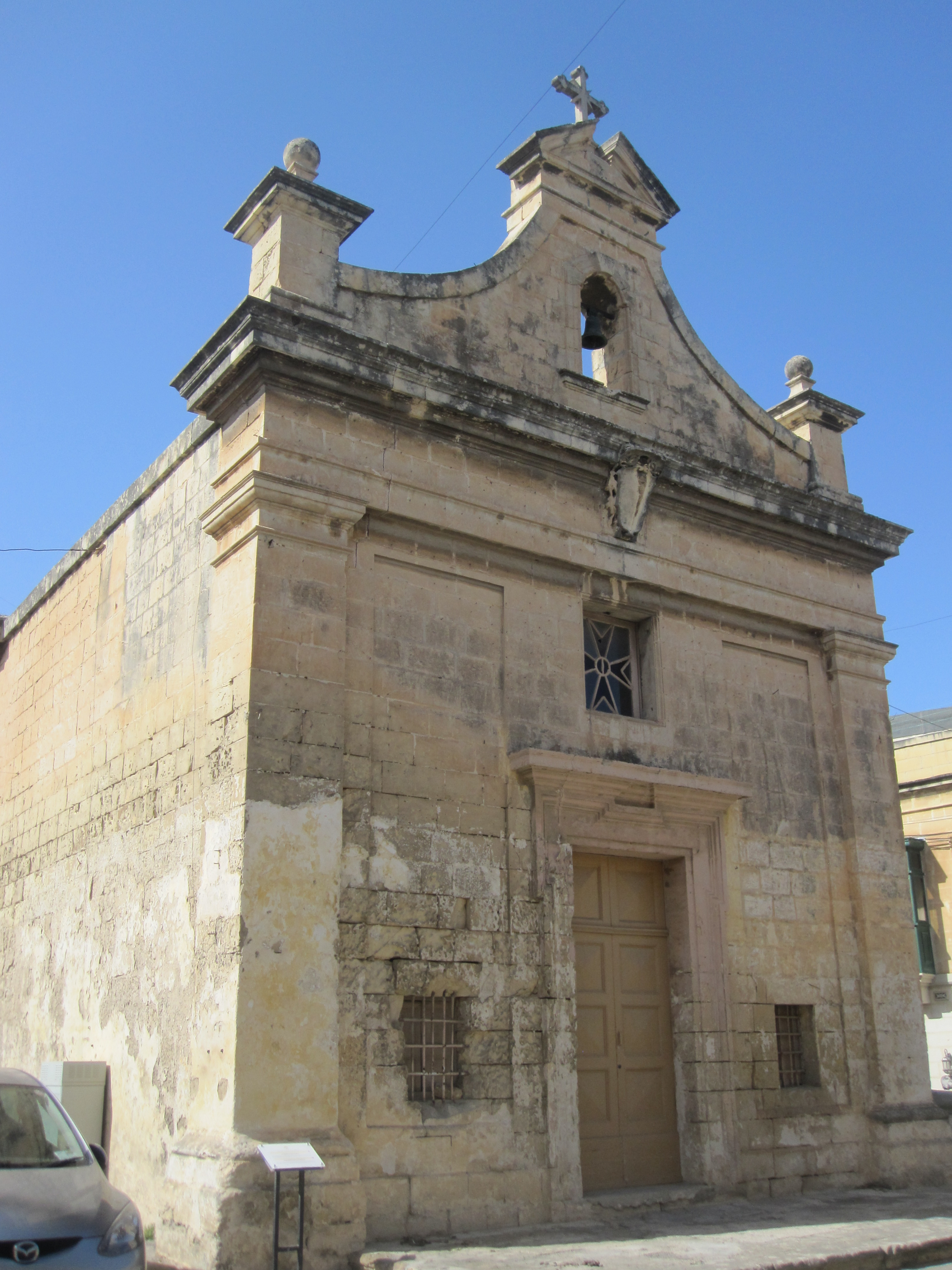
Kaplica św. Katarzyny
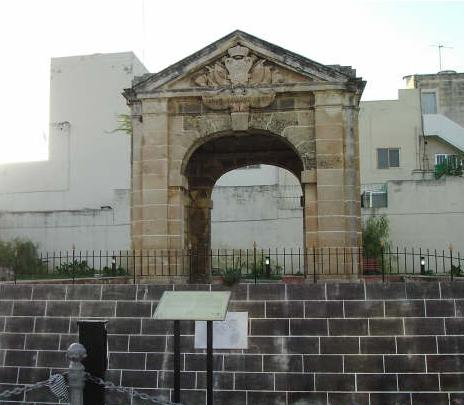
Loggia Pinto
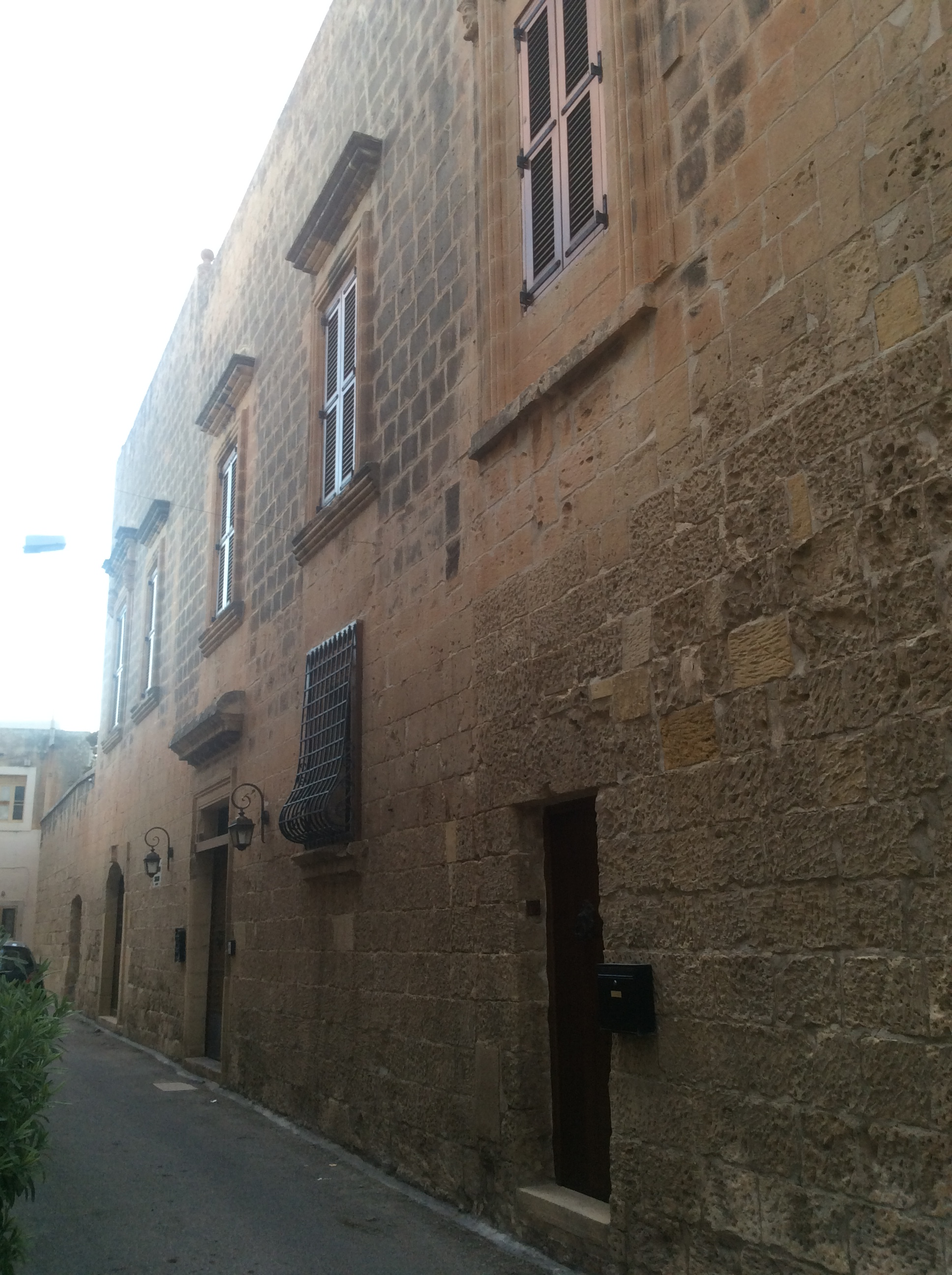
Palazzo Stagno

## Sport
W Qormi działa: drużyna piłkarska Qormi FC grający w Maltese Premier League, a także maltański klub koszykarski Qormi Basketball Club, drużyna hokeja na trawie - Qormi Hockey Club oraz klub rugby Qormi Sharks RFC.

## Handel
W miejscowości znajduje się centrum handlowe Pavi Shopping Complex, centrum handlowe z supermatketem Lidl oraz supermarket Shopwise.

## Znane osoby
- George Abela, polityk
- Olivia Lewis, piosenkarka
- Marie-Louise Coleiro Preca, polityk
- John Dalli, polityk
- Claudia Faniello, piosenkarka